# Mont-ras
Mont-ras è un comune spagnolo di 1 676 abitanti situato nella comunità autonoma della Catalogna.